# Wil Traval

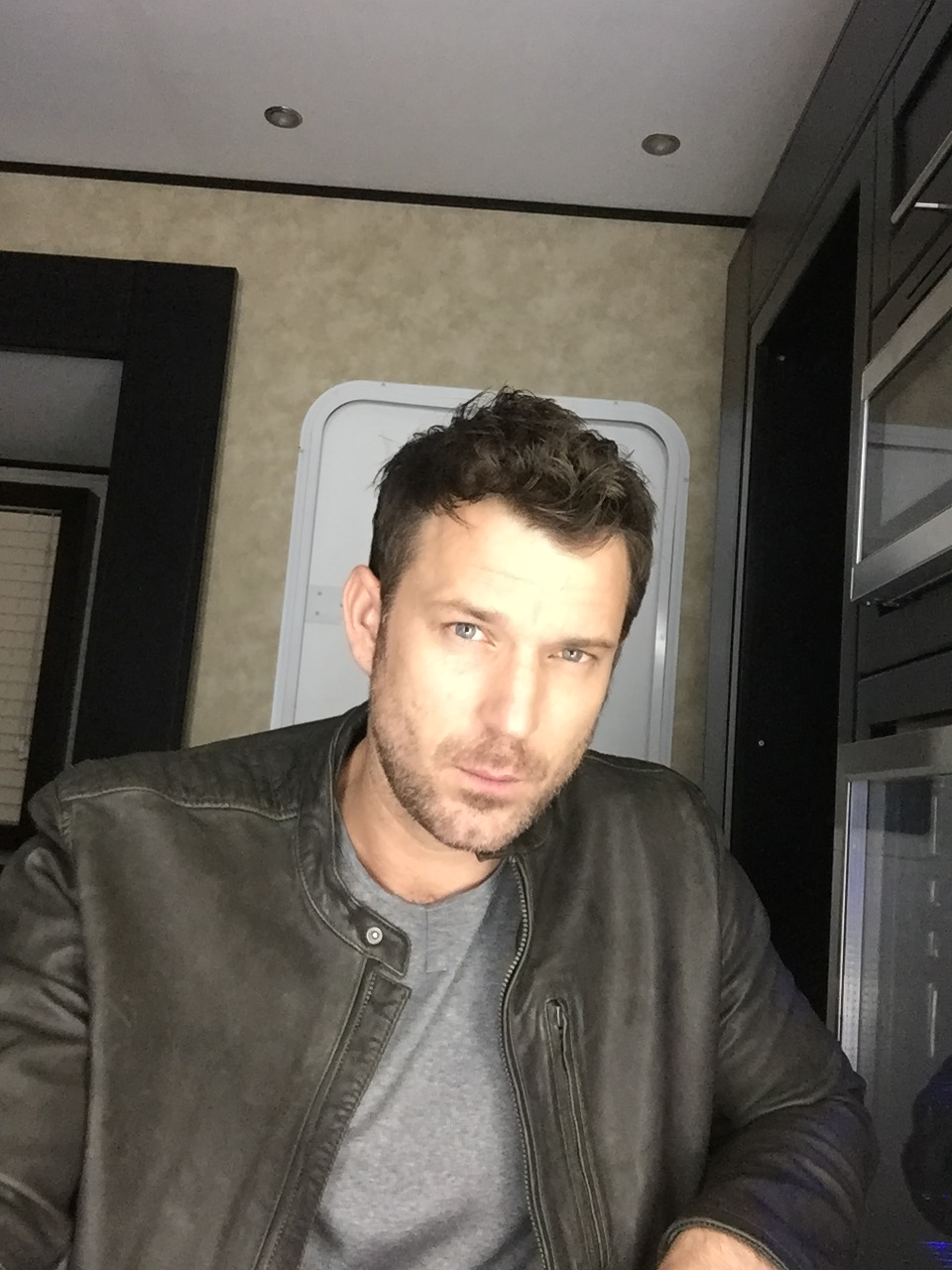
Wil Traval (2016)

William „Will“ Traval (* 9. Juli 1980 nahe Colac, Victoria) ist ein australischer Schauspieler.

## Leben und Karriere
Will Traval wurde auf einer Farm in der Nähe von Colac in Victoria geboren und ist teilweise russischer Abstammung. Nach der Highschool studierte er zunächst an der La Trobe University Medien und Literatur, schwenkte danach jedoch um und ging an das National Institute of Dramatic Art, um seine Schauspielkarriere voranzutreiben.
Seit 2003 ist Traval als Schauspieler aktiv und wirkte zunächst in der australischen Serie White Collar Blue mit. Von 2004 bis 2008 spielte er in der Krankenhaus-Seifenoper All Saints die Hauptrolle des Dr. Jack Quade. Ab dem Beginn der 2010er-Jahre ist er vorwiegend in US-Serien zu sehen, darunter The Glades, Dexter, Navy CIS: New Orleans, Grimm, Chicago P.D. oder seit 2013 in Once Upon a Time – Es war einmal …. Von 2015 bis 2018 spielte er in der Netflix-Serie Marvel’s Jessica Jones die Rolle des Polizisten Will Simpson.

## Filmografie (Auswahl)
- 2003: White Collar Blue (Fernsehserie, 3 Episoden)
- 2004: McLeods Töchter (Fernsehserie, Episode 4x11)
- 2004: Jessica (Fernsehfilm)
- 2004–2008: All Saints (Fernsehserie, 135 Episoden)
- 2009–2011: Rescue Special Ops (Fernsehserie, 8 Episoden)
- 2010: Underbelly: The Golden Mile (Miniserie, 13 Episoden)
- 2012: The Glades (Fernsehserie, Episode 3x09)
- 2012: Dexter (Fernsehserie, Episode 7x02)
- 2012: The Inbetweeners (Fernsehserie, 2 Episoden)
- 2013: Red Widow (Fernsehserie, 8 Episoden)
- 2013: Rizzoli & Isles (Fernsehserie, Episode 4x06)
- 2013–2017: Once Upon a Time – Es war einmal … (Once Upon a Time, Fernsehserie, 5 Episoden)
- 2015: CSI: Vegas (CSI: Crime Scene Investigation, Fernsehserie, Episode 15x16)
- 2015–2018: Marvel’s Jessica Jones (Fernsehserie, 10 Episoden)
- 2016–2018: Arrow (Fernsehserie, 2 Episoden)
- 2016: Navy CIS: New Orleans (Fernsehserie, Episode 3x09)
- 2017: Grimm (Fernsehserie, 2 Episoden)
- 2017: Chicago P.D. (Fernsehserie, Episode 5x06)
- 2018: Treasure Hunter: Legend of the White Witch
- 2020: Messiah (Fernsehserie, 8 Episoden)
- 2020–2021: Der Denver-Clan (Dynasty, Fernsehserie, 8 Episoden)